# Röster från ett krig
 Röster från ett krig  är Gunilla Zimmermanns tredje bok, från 2016, om tyskar under och efter andra världskriget och om dem som invandrade till Sverige. Här har hon samlat berättelser från sex familjer, med olika bakgrund och som bor på olika ställen. Man får läsa om deras upplevelser inifrån Tyskland mitt under brinnande krig. Det finns berättelser om nazismens uppgång, krigets förlopp och hur det gick under efterkrigstiden. En del är baserat på intervjuer, medan annat till stor del är en sammanfattning av omfattande brevväxling.

## Handling
Boken handlar om sex familjer som lever i Tyskland under andra världskriget. De bor spridda över det stora tyska riket från Ostpreussen i öster till Schleswig-Holstein i väster och Sudettyskland i Tjeckoslovakien i söder. Det är vanliga människor som berättar. De flesta levde vid sidan av kriget, drabbade av dess konsekvenser.
Man får följa deras bakgrund och släkt. Nazismen växer sig stark och det drabbar speciellt judarna och deras släktingar. Kriget kommer och först går det bra för Tyskland, men snart nog vänder det. De allierade ökar trycket och städer bombas för att demoralisera befolkningen. Mitt i detta ökande inferno flyr människor till det dom hoppas ska bli något bättre. Man försöker leva så normalt som det går. Man håller kontakt med sina närmaste brevledes.
En del personer är intervjuade, men författaren har också kommit över brev som sänts inom familjerna under många år. Man kan följa dag för dag rapportering om bombningar, problemet att skaffa mat och kläder och risker att bli deporterade. Detta är ett unikt material som inte kan återskapas i efterskott. Det finns detaljer som till exempel att man från Kiel sänder en ransoneringskupong på ett paraply tvärs över Tyskland till släkten i en annan stad eftersom det inte finns paraplyer att köpa i Kiel. Det fanns tyskar som skyddade judar och hjälpte till att kringgå systemet.
Familjer som flyttade till Sverige skriver hem till släktingarna och berättar hur det är att leva i Sverige under krigsåren och därefter. Här finns fascinerande berättelser som bara en invandrare kan ge om hur det är att leva i Sverige.
Fem av familjerna bosatte sig i Västerås och en i Malmö. De fick arbete och blev uppskattade. Men det fanns och finns fortfarande misstro om hur det var och felaktiga uppfattningar om tyskar, och hur det gick till under krigsåren.

## Bakgrund, tidigare böcker
Gunilla Zimmermann har som pensionär samlat in material om tysk historia under andra världskriget med koppling till Sverige. Hon skrev först boken ”Österrikare, tjeck och tysk utan att flytta: en berättelse om sudettyskarnas öde under 1900-talet”. Den handlar om tyskar som bodde i Tjeckoslovakien. Adolf Hitler utökade Tyskland med Sudetområdet ett år före andra världskrigets utbrott. Efter andra världskriget fördrevs sudettyskarna från Tjeckoslovakien och tvingades bosätta sig i Tyskland.
Därefter skrev hon boken ”Sverige blev vårt hemland: tyska invandrare i Västerås efter andra världskriget”. Här har hon intervjuat tyskar som invandrat till bland annat Västerås för att jobba på Asea. Hur det kom sig och hur det gick för dem. I denna tredje bok skildrar hon sex familjers öden. 